# Pigeon voyageur
Pour un article plus général, voir Colombophilie.
Le pigeon voyageur est une variété d'oiseaux appartenant à l'espèce Pigeon biset (Columba livia), spécialement sélectionnée pour effectuer des voyages afin d'acheminer des messages.
Les déplacements du pigeon voyageur ont constitué un moyen de communication courant et considéré comme très fiable jusqu'à la fin de la Première Guerre mondiale. Les éleveurs de cette race d'oiseaux sont nommés colombophiles et les messages envoyés, des colombogrammes.

## Utilisation
[Quand ?] Le routage des pigeons voyageurs n'avait pas toute la flexibilité désirée : un pigeon ne sait faire qu'une chose, retourner vers son pigeonnier. On gardait donc dans chaque pigeonnier des pigeons appartenant à un autre pigeonnier, pour pouvoir envoyer des réponses éventuelles ou des accusés de réception ; mais pas trop longtemps non plus, car il ne faut pas que ce pigeon finisse par considérer ce nouveau pigeonnier comme le sien.

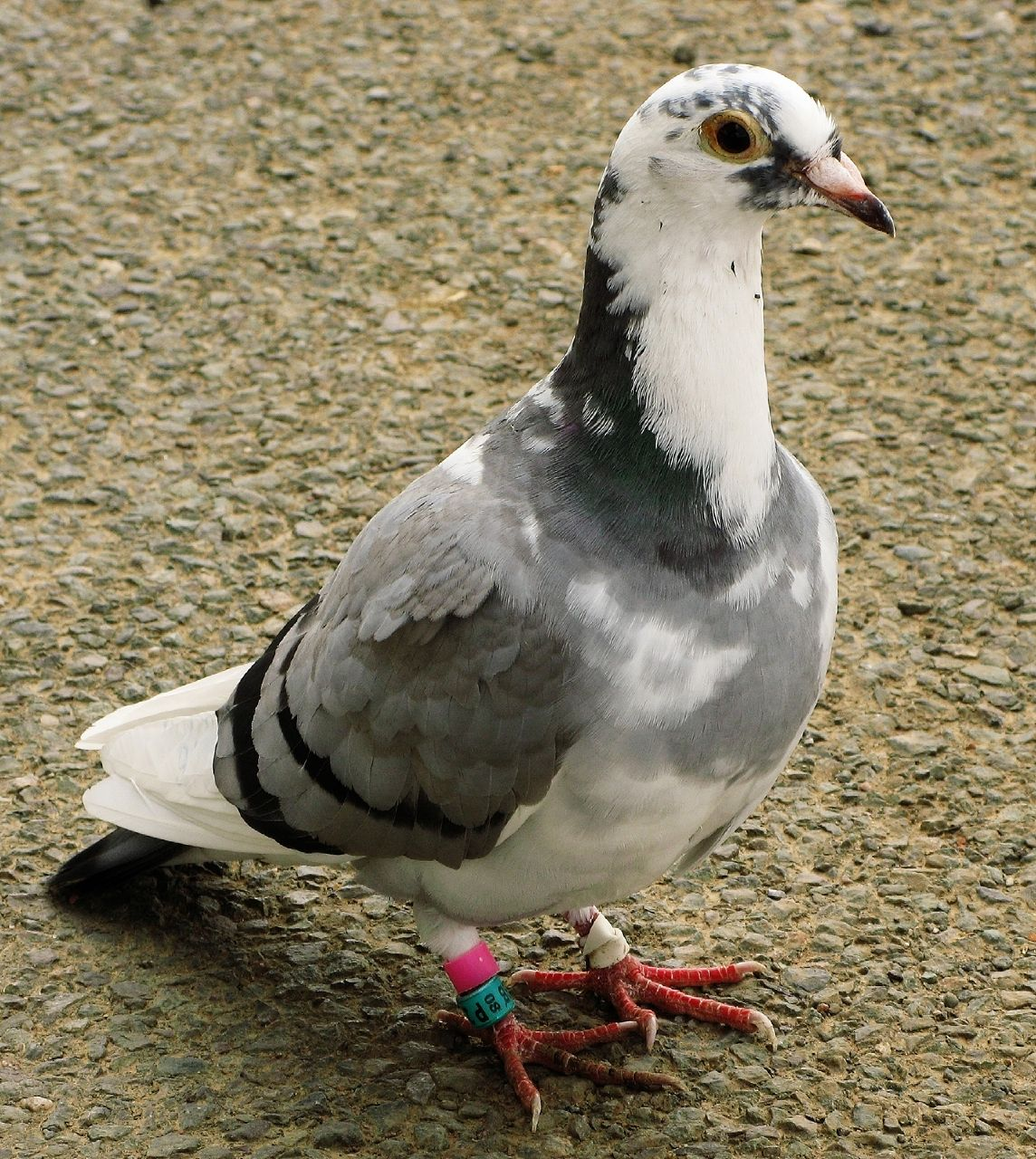
Un pigeon voyageur bagué.

Le pigeon voyageur restait tout de même pour les troupes un moyen efficace de remonter des messages à l'état-major sur la situation du terrain sans grand risque d'interception (un pigeon est plus difficile à viser qu'un ballon), sans grande ponction sur les ressources (un pigeon est léger à emporter et facile à nourrir), dans un silence total de fonctionnement (par rapport à un avion, par exemple), d'où discrétion ; de façon presque invisible : comment distinguer en plein ciel un pigeon militaire de ses confrères sauvages ?
Un pigeon pouvait par ailleurs emporter des microfilms en cas de besoin. Mais le recours au pigeon voyageur fut abandonné dans les décennies où se généralisait l'usage du microfilm.
De nos jours, la colombophilie reste activement pratiquée en Europe, y compris en France (notamment par les « coulonneux » du Nord, terme désignant les colombophiles amateurs dans cette région où cet élevage est fortement ancré), comme activité de loisirs[réf. souhaitée].
À la fin du xxe siècle, les pigeons voyageurs ont parfois encore leur utilité : de 1987 jusqu'au début des années 2000, ils servent au transport des prélèvements sanguins entre L'Île-d'Yeu et Les Sables-d'Olonne.

## Sens de l'orientation de l'animal

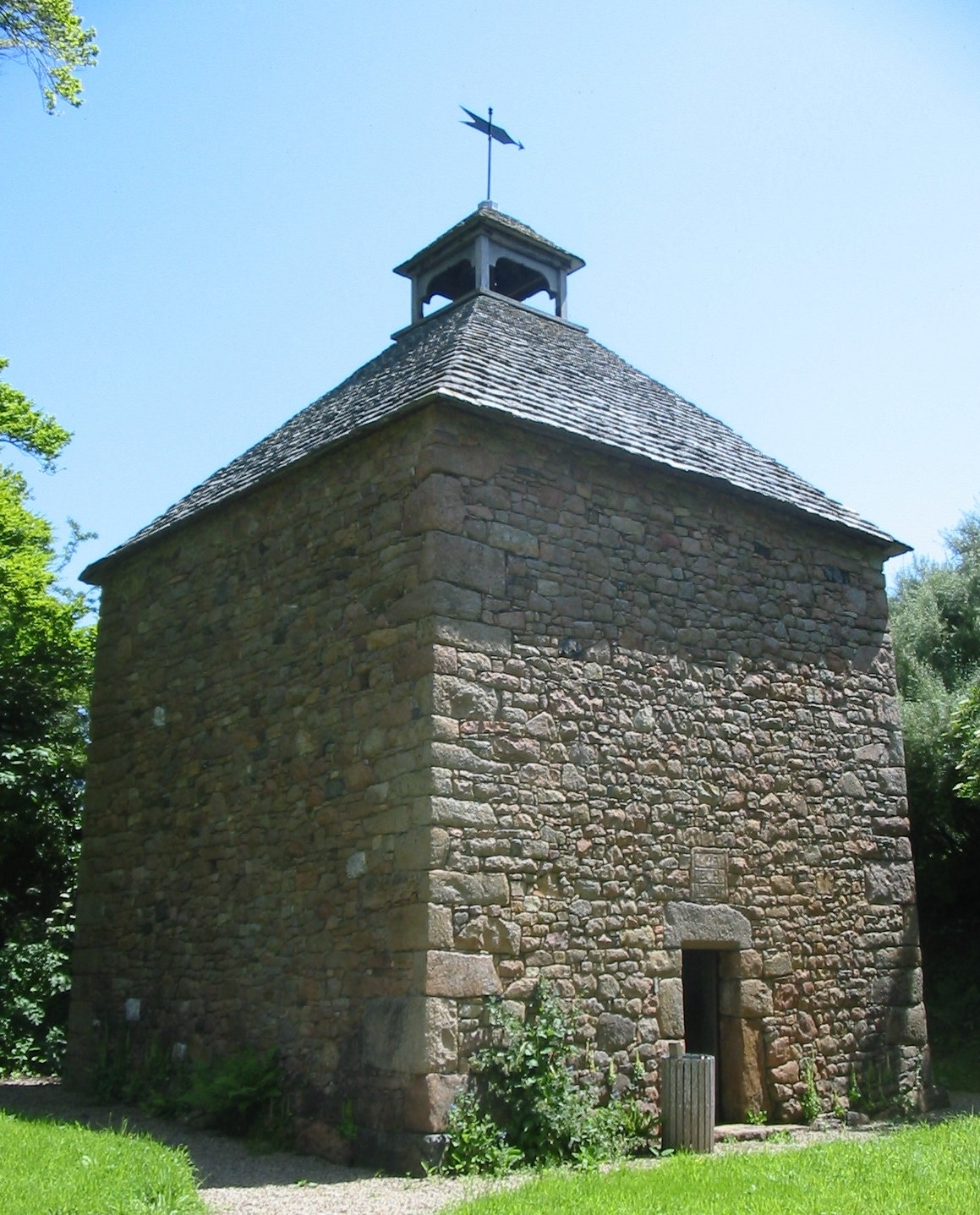
Un pigeonnier à Jersey.

Des pigeons élevés dans des pièces sans fenêtre ou sous une bâche n'acquièrent jamais le sens de l'orientation. On pense donc que l'observation habituelle de la position du soleil (comme pour les abeilles), et peut-être des étoiles, joue un rôle dans l'apprentissage de leur faculté. Les performances de retour par temps clair seraient meilleures que celles obtenues lorsque le ciel est nuageux.
On a cru un moment que les pigeons utilisaient les routes pour trouver leur chemin. En effet, des émetteurs radios munis d'un système GPS miniaturisés montrèrent qu'ils suivaient de préférence celles-ci. On découvrit par la suite que les pigeons profitaient de légers courants ascendants au-dessus du bitume chauffé en été.
De multiples études, certaines datant de plus de quarante ans, d'autres très récentes, démontrent que le pigeon domestique, les tortues marines, mais aussi beaucoup d'autres animaux comme l'abeille domestique, des fourmis, des papillons migrateurs, la langouste de Cuba, sont sensibles au champ magnétique terrestre et l'exploitent pour s'orienter. « Une équipe de chercheurs allemands et anglais a proposé en 2012 une analyse convaincante du mécanisme d'orientation magnétique qui se fonde sur l'observation que le bec des pigeons contient des nanoparticules magnétiques, d'un diamètre de 1 nm à 5 nm ».
Les pigeons s'orientent également en détectant les infrasons issus du site autour du pigeonnier.

## Colombophilie militaire

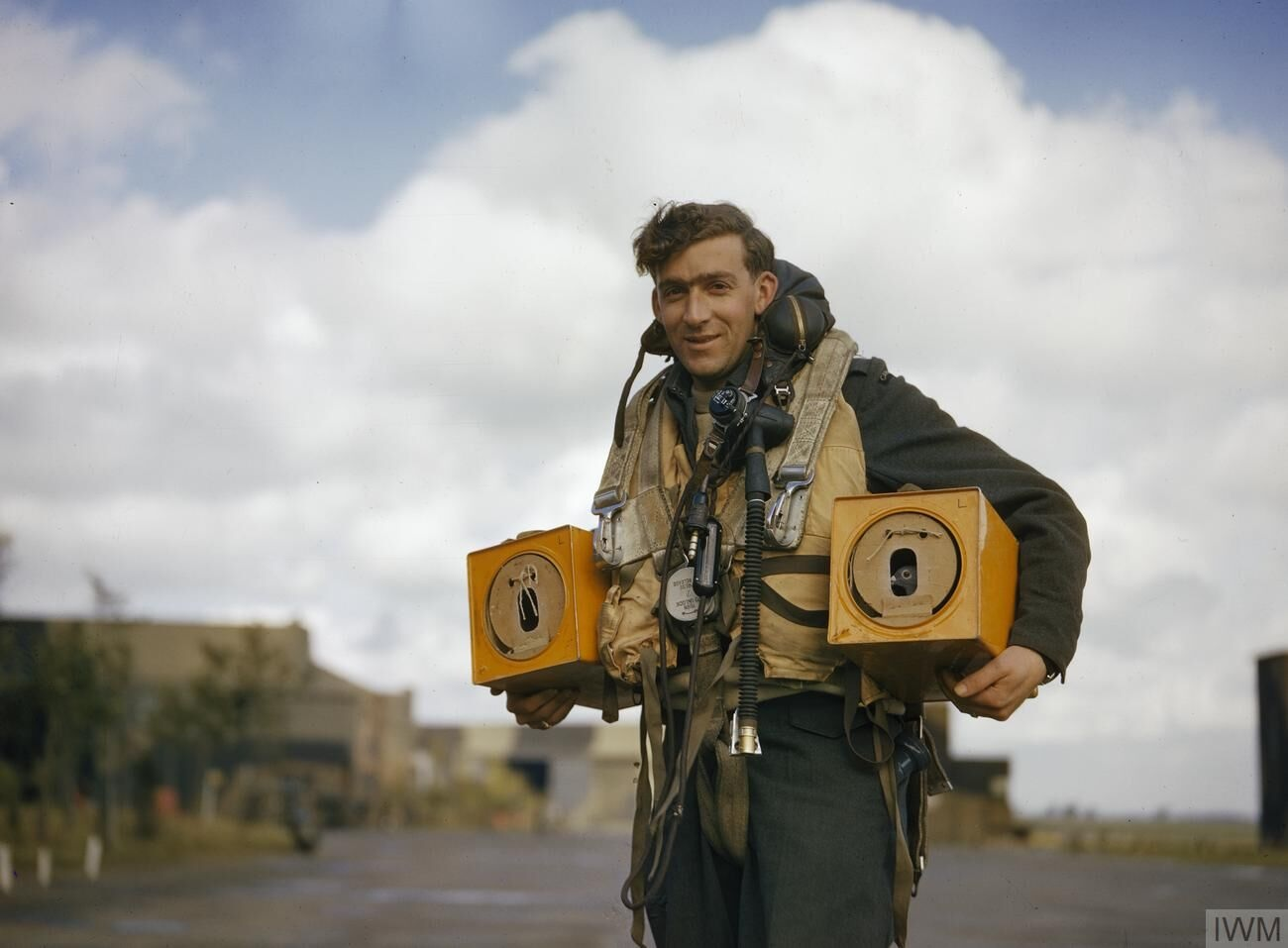
Membre d'équipage d'un bombardier anglais Avro Lancaster pendant la Seconde Guerre mondiale portant des pigeons voyageurs dans des caisses. Les pigeons étaient transportés dans les bombardiers comme un moyen de communication dans le cas d'un accident, d'amerrissage ou de panne radio.

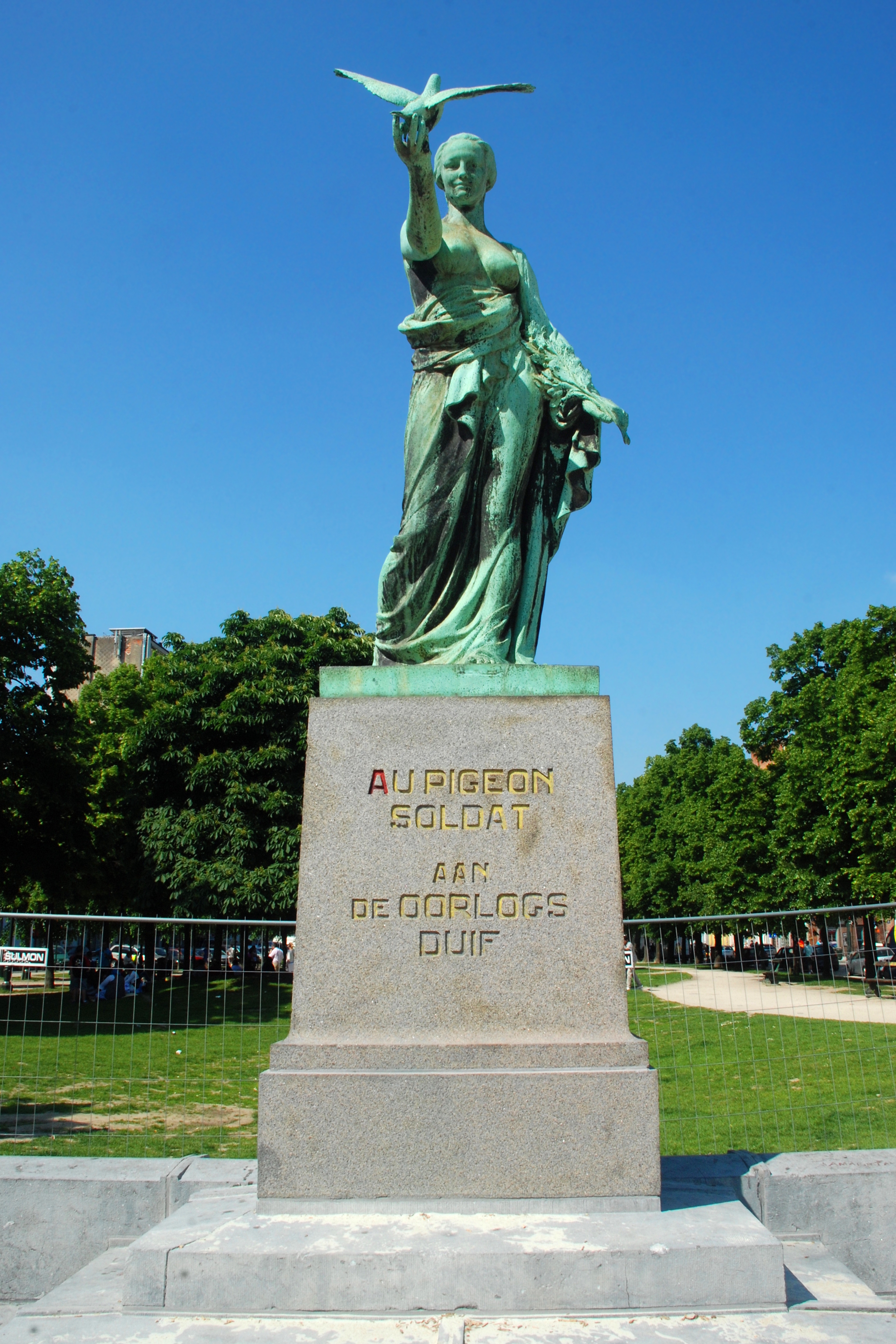
Monument au Pigeon-Soldat, Bruxelles.

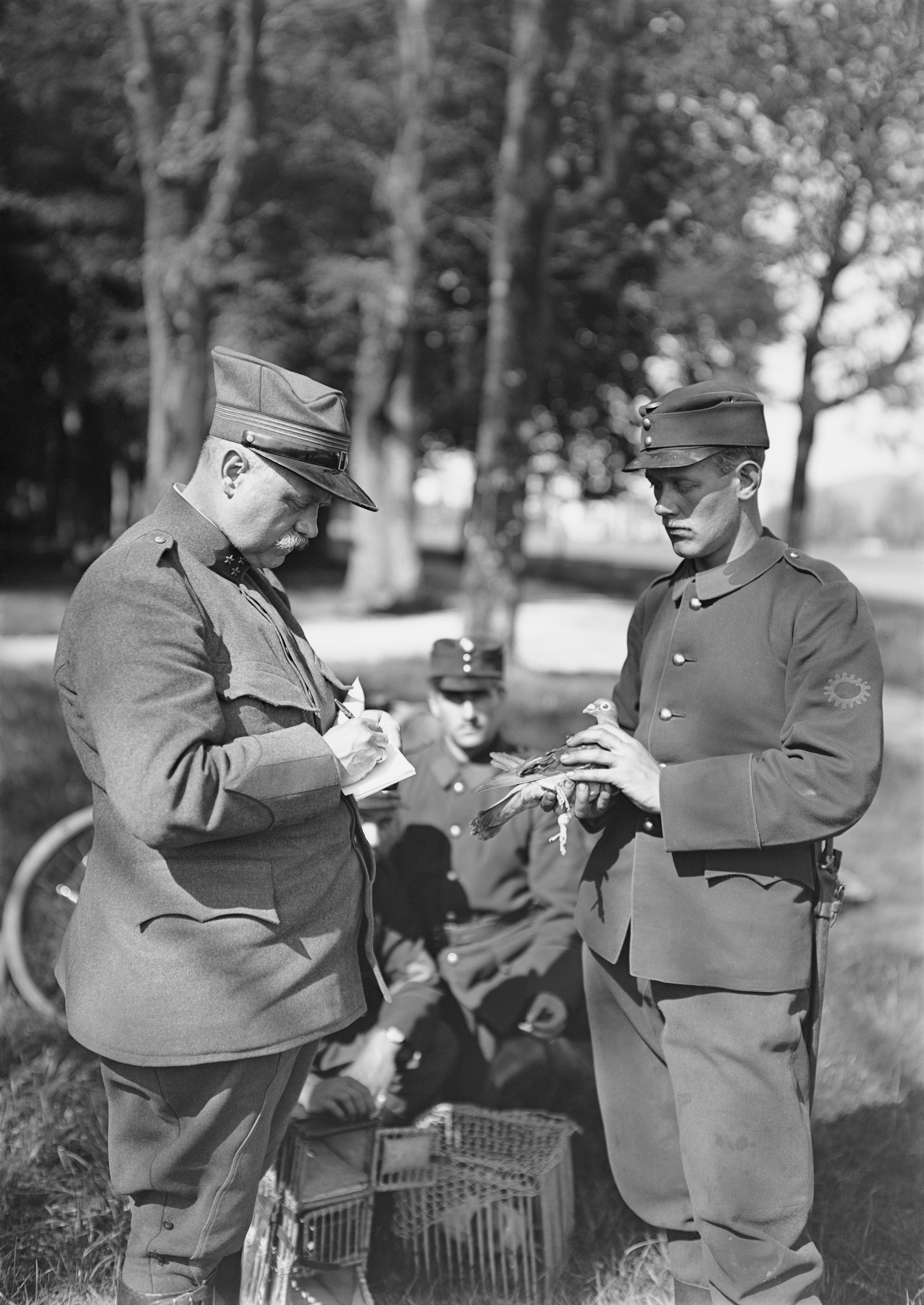
Envoi d'un message par pigeon voyageur entre 1914 et 1918.

Guillaume d'Orange était un utilisateur assidu des pigeons voyageurs (Taubenpost, en allemand et en néerlandais) en 1573 lors du siège espagnol de Haarlem par Frederik de Tolède puis l'année suivante lors du siège de Leyde en 1574.
L'armée belge a utilisé des pigeons pendant la Première et la Seconde Guerre mondiale. Une statue, située à Bruxelles au square des Blindés et dont le piédestal porte la mention Au pigeon soldat, leur a été édifiée en signe de reconnaissance. Cette statue, due au sculpteur Victor Voets (1882-1950) et inaugurée en 1931, représente un pigeon prêt à aller porter un message confié par la Patrie reconnaissante et dépoitraillée.
Le 9 mai 1909, le préfet du Nord mobilise les pigeons voyageurs lillois lors de la grève des postes.
Les pigeons ont été utilisés comme moyen de communication par les Français pendant la guerre franco-prussienne de 1870 et la Première Guerre mondiale. Un monument de la société colombophile française situé dans le parc de la citadelle de Lille leur rend hommage.
En 2012, l'armée chinoise a recruté 10 000 pigeons voyageurs. En février 2021, l'armée française maintient au sein du 8e régiment de transmissions basé dans la forteresse du Mont-Valérien près de Paris un colombier militaire de 181 pigeons, annexée au musée colombophile militaire.
En 2020, les autorités indiennes ont un pigeon appartenant à un Pakistanais qui avait été soupçonné d'être un espion à la solde du Pakistan après avoir traversé la région du Cachemire située entre l'Inde et le Pakistan. Les autorités indiennes avaient trouvées une série de chiffres sur une des pattes du pigeon. Elles ont envisagé la possibilité qu'il s'agisse de codes échangés entre des groupes de militants. L'oiseau appartenait en fait à un pêcheur pakistanais prénommé Habibullah, qui habite près de la frontière entre les deux pays et qui est un adepte des courses de pigeons, les inscriptions étaient en fait le numéro de téléphone portable du propriétaire du volatile, nécessaires à sa restitution si ce dernier se perdait. Lors des courses de pigeons, il arrive en effet que ces derniers ne reviennent pas vers leur maître.

## Colombophilie journalistique et financière
Au début du XIXe siècle, plusieurs entreprises, principalement à Londres et Anvers utilisaient les pigeons. Des journaux d'affaires, comme le Anvers Handelsblatt, ont mis en place leur propre service de pigeon voyageur. Nathan Mayer Rothschild a appris grâce à ses pigeons les résultats de la bataille de Waterloo en 1815. Il a vendu ses actions et les investisseurs ont été amenés à croire d'autres informations évoquant une défaite britannique. Ils le suivirent dans la vente des actions et une fois les cours des titres tombés très bas, il a acheté secrètement pour profiter de l'effet des nouvelles ultérieures de la victoire britannique.
En 1850 à Aix la Chapelle, à la frontière belge et hollandaise, Reuters crée une agence de presse et sert les centres d'affaires de Bruxelles et Anvers par le train, les autres par la poste. Le 24 avril 1850, six mois après son arrivée, il loue une cinquantaine de pigeons au brasseur aixois Heinrich Geller. Trois mois après, c'est 200 pigeons. Les employés de Reuters les réceptionnaient sur le toit de la brasserie dans Pontstraße au 117. La ligne télégraphique venant de Berlin est prolongée jusqu'à Verviers, où Reuters s'installe le 2 octobre 1850, puis à Quiévrain, où il remplace ses pigeons par des chevaux, pour les cinq derniers kilomètres menant au chemin de fer Paris-Bruxelles.
Aux États-Unis, les éditeurs de quotidiens créent des Pony Express pour relier les ports entre eux mais utilisent aussi des pigeons voyageurs. En 1837, l'imprimeur Arunah Shepherdson Abell fonde les premiers quotidiens à un penny au sud de New York, le Baltimore Sun et le Philadephia Public Ledger, en utilisant les pigeons voyageurs de Daniel H. Craig, acheminant les nouvelles du congrès de Washington. Les deux journaux ont le même modèle: de l'information de qualité, récente, bon marché et grand public, utilisant le Pigeon voyageur pour gagner du temps.
C'est aussi le modèle du New York Herald James Gordon Bennett, fondé en 1835, qui a dès 1837 trois bateaux rapides pour aller à la rencontre des navires d'Europe arrivant à New York afin de gagner du temps sur les concurrents dans la livraison de nouvelles européennes. Daniel H. Craig s'installe à Boston en 1840 pour l'offrir à un coût réduit, grâce ses pigeons voyageurs. Il se rend régulièrement à Halifax, premier port d'arrivée des paquebots européens, où il embarque, prend connaissance des nouvelles, et en fait un résumé qu'il expédie par pigeon dès qu'il est à cinquante kilomètres des côtes, pour publications dans le Daily Mail de Boston. Les nouvelles les plus urgentes sont rédigées sur du tissu ultra fin, enroulé autour des pattes des oiseaux. Sa femme Helena les réceptionne à Boston et transmet les nouvelles aux clients, parmi lesquels aussi des spéculateurs de Wall Street comme Jacob Little.

## Commentaires
- Le boxeur Mike Tyson est passionné depuis sa jeunesse par la colombophilie.
- Les premières utilisations des pigeons voyageurs remontent à il y a plus de trois mille ans de cela, alors qu'ils étaient utilisés pour proclamer le vainqueur des Jeux olympiques antiques[18].
- Jean Desbouvrie a gagné sa célébrité en tentant de remplacer le pigeon voyageur par des hirondelles, plus rapides et capables de se nourrir en vol, mais sensibles à l'hiver.
- L’US Navy utilise les pigeons pour le sauvetage en mer. Les pigeons sont entraînés par conditionnement opérant à réagir à certaines couleurs (celle des gilets de sauvetage). Grâce à son excellente vue, le pigeon, situé dans une bulle sous un hélicoptère, repère les naufragés bien mieux que l'œil humain.
- Le 28 mai 1952, le leader communiste Jacques Duclos est arrêté et inculpé pour atteinte à la sûreté de l'État après la découverte de pigeons dans le coffre de sa voiture. Le ministre de l'Intérieur Charles Brune considère que les deux volatiles sont des pigeons voyageurs, preuve de la trahison de Duclos envers la République. Sa déclaration est rapidement invalidée par la police, les pigeons ayant été tués au cours d'une partie de chasse. Jacques Duclos est libéré de la prison de la Santé où il a été emprisonné durant un mois. L'épisode est connue sous le nom de l'affaire des pigeons.